# Adolf-Grimme-Preis 1998
Der 34. Adolf-Grimme-Preis wurde 1998 vergeben. Aus 510 vorgeschlagenen Fernsehproduktionen nominierten zwei Auswahlkommissionen 8 Serien und Mehrteiler, 32 Einzelsendungen und 15 spezielle Leistungen von Fernsehpersönlichkeiten für die Preisvergabe. 4 weitere Produktionen wurden nachnominiert. Das ZDF erhielt 19 Nominierungen und lag damit vor dem WDR und NDR (je 7), Bayerischer Rundfunk und Südwestfunk (je 4). 5 Nominierungen entfielen auf Privatsender. Die Jury vergab Preise in den Kategorien Serien und Mehrteiler, Fiktion und Unterhaltung, Information und Kultur und Spezial. Darüber hinaus wurden der Publikumspreis der Marler Gruppe, der Sonderpreis des Ministeriums für Stadtentwicklung, Kultur und Sport und eine besondere Ehrung des Deutschen Volkshochschul-Verbandes vergeben.

## Serien und Mehrteiler

### Preisträger
- Sardsch (SAT.1)
  - Axel de Roche (Regie/Kamera)
  - Nina Franoszek, Rolf Hoppe und Hannes Jaenicke (Hauptdarstellung)

- Nikola (RTL)
  - Mariele Millowitsch und Walter Sittler (stellvertretend für das gesamte Team)

### Weitere Nominierungen
- Hitlers Helfer (ZDF)
- Volksfeste: Heringstage und Schützenfeste (NDR)
- Himmelsheim (SWF)
- Gerd Ruge unterwegs in Sibirien (WDR)
- Girlfriends (ZDF)
- Tansania – auf der Straße des Tigers (HR)
- Die Kids von Berlin (ZDF)

## Allgemeine Programme: Fiktion und Unterhaltung

### Preisträger
- Adolf-Grimme-Preis mit Gold: Freier Fall (ZDF/Arte)
  - Christian Görlitz (Buch/Regie)
  - Josef Bierbichler und Florian Martens (Darstellung)

- Dr. Knock (BR/Arte)
  - Dominik Graf (Regie)

- Nur für eine Nacht (ZDF)
  - Hans-Christian Schmid (Buch)
  - Michael Gutmann (Buch/Regie)

- Viel Spaß mit meiner Frau (SAT.1)
  - Peter Welz (Regie)
  - Jörg Gudzuhn und Jörg Schüttauf (Darstellung)

### Weitere Nominierungen
- Wilde Herzen: Nana (SWF)
- Todesspiel (WDR/NDR)
- Der Skorpion (ZDF)
- Bandagistenglück (ZDF)
- Schräge Vögel (WDR)
- Eine ungehorsame Frau (WDR)
- Bella Block: Tod eines Mädchens (ZDF)
- Ein starkes Team: Auge um Auge (ZDF)
- Im Namen der Unschuld (RTL 2)
- Der Neffe (ZDF)
- Das Urteil (NDR/Premiere)
- Quast vom 14. März 1997 (BR)
- 2 ½ Minuten (ZDF)
- Der Hauptmann von Köpenick (NDR/BR/ORB/SFB/WDR/ORF/SF DRS)

## Information und Kultur

### Preisträger
- Isolator II (SFB/3sat)
  - Martin Zawadzki (Buch/Regie)

- Der Hauptmann von Muffrika (ZDF)
  - Rudolf Kersting und Paul Meyer (Buch/Regie)

- Die Überlebenden (ZDF)
  - Andres Veiel (Buch/Regie)

- Die verschwundene Armee (NDR)
  - Werner Brüssau und Jürgen Eike (Buch/Regie)

### Weitere Nominierungen
- Schwarz auf weiß: Heiner Goebbels (ZDF/ARTE)
- Dräcker – Das Phantom von Bonn (NDR/WDR)
- 37°: La Paloma ade (ZDF)
- Die Sendung mit der Maus: Die Geschichte von Katharina (WDR)
- Reisen ins Leben: Weiterleben nach einer Kindheit in Auschwitz (NDR/ARTE)
- Gestern ist heute (BR)
- Langsamer Abschied (WDR)
- Naturzeit: Boten der Götter (ZDF)
- Grenzgänger oder mein Großvater war ein Quantenphysiker (BR)
- KIK – Kinderinfokiste-spezial: Meliha (SWF)
- 37°: … hexen, fliegen, unsterblich sein (ZDF)
- Das zweite Leben des Peer Raben (WDR)
- Die A-Klasse (SWF)

## Spezial

### Preisträger
- Paul Hengge (Buch), Matthias Habich (Darstellung) und Klaus Löwitsch (Darstellung) (für die Sendung Das Urteil, NDR / Premiere)
- Martina Gedeck für Schauspielleistungen unter anderem in Die Kriminalpsychologin, Der Neffe und Bella Block: Tod eines Mädchens
- Karl-Dieter Möller für konstante qualifizierte Berichterstattung über juristische Sachverhalte in Nachrichtensendungen der ARD

### Weitere Nominierungen
- Gerd Ruge für beispielhaften Fernsehjournalismus 1997 mit einem dreiteiligen WDR-Bericht aus Sibirien
- Armin Rohde für die Darstellung unter anderem in Tatort: Bluthunde (BR), Polizeiruf 110: Im Netz der Spinne (BR) und Bella Block (ZDF)
- Manfred Karremann für investigative ZDF-Reportagen über den Umgang von Menschen mit Tieren
- Veronica Ferres für die Darstellung in Chaos Queen (ZDF), Dr. Knock (BR/ARTE) und Eine ungehorsame Frau (ZDF)
- Sebastian Richter für herausragende Kameraführung im Fernsehspiel Im Namen der Unschuld (RTL 2)
- Hans-Josef Dreckmann (Studioleiter und Fernsehkorrespondent im ARD-Studio Nairobi, WDR)
- Volker Steinhoff und John C. Goetz für investigative Beiträge in Panorama zum Thema Opferrenten für Kriegsverbrecher (NDR)
- Marek Harloff für Darstellung in Bella Block und Der Skorpion (ZDF)
- Irmin Schmidt für die Filmmusik unter anderem in Der rote Schakal, Der Mörder und sein Kind, Angst hat eine kalte Hand und Rote Erde (WDR)
- Ranga Yogeshwar für Konzeption, Redaktion und Moderation von Quarks & Co (WDR)
- Manfred Krug und Charles Brauer für Hauptdarstellung im Tatort des NDR
- Peter Simonischek für Hauptdarstellung in Reise in die Dunkelheit (ARTE/ZDF)
- Tom Theunissen für seine regelmäßigen Berichte über den Sportverein Hamborn 07 in Privatfernsehen (WDR)

## Sonderpreise

### Publikumspreis der Marler Gruppe
- Das Urteil (NDR/Premiere)
  - Oliver Hirschbiegel (Regie)
  - Klaus Löwitsch und Matthias Habich (Darstellung)

### Sonderpreis des Ministeriums für Stadtentwicklung, Kultur und Sport NRW
- 37°: … hexen, fliegen, unsterblich sein (ZDF)
  - Michael Heuer

### Auszeichnung des Stifters
Besondere Ehrung des Deutschen Volkshochschul-Verbandes an Institutionen und Persönlichkeiten, die sich um das deutsche Fernsehen verdient gemacht haben:
- Elmar Hügler